# カルブ・ラモン場
理論物理学(特に弦理論)では一般的に、カルブ・ラモン場(英: Kalb–Ramond field、NS-NS B-場とも)は、2-形式として、つまり2つのインデックスをもつ反対称テンソル場として変換される量子場のことをいう。
カルブ・ラモン場は、電磁ポテンシャルを一般化したものであるが、添え字を一つではなく二つ持っている。この差異は、電磁ポテンシャルは粒子の1-次元の世界線に沿って積分すると得られる作用への寄与の一つが得られたが、カルブ・ラモン場の場合には弦の2-次元の世界面に沿って積分せねばならないという事実から来ている。特に、電磁ポテンシャルの中を移動する荷電粒子の作用は、
{\displaystyle -q\int dx^{\mu }A_{\mu }}
で与えられる。この式は、カルブ・ラモン場へ結合する弦にとっては、次の形式となる。
{\displaystyle -\int dx^{\mu }dx^{\nu }B_{\mu \nu }}
作用の項は、弦理論の基本弦が荷電粒子が電磁場の源泉であることと同様に、NS-NS B-場の源泉であることを意味している。
カルブ・ラモン場は、計量テンソルやディラトンとともに、閉弦の無質量励起の集まりとして現れる。

## See also
- p-形式電磁気学